# Petrijevo
Petrijevo (en serbe cyrillique : Петријево) est une localité de Serbie située sur le territoire de la Ville de Smederevo, district de Podunavlje. Au recensement de 2011, elle comptait 1 443 habitants.
Petrijevo est officiellement classé parmi les villages de Serbie.

## Démographie

### Évolution historique de la population
| 1948 | 1953 | 1961 | 1971 | 1981 | 1991  | 2002  | 2011  |
| ---- | ---- | ---- | ---- | ---- | ----- | ----- | ----- |
| 737  | 777  | 732  | 680  | 898  | 1 085 | 1 093 | 1 443 |

|  |